# Olympische Jugend-Sommerspiele 2018/Teilnehmer (Ecuador)
| Gelbes Symbol für Goldmedaillen mit stilisierten Olympischen Ringen | Graues Symbol für Silbermedaillen mit stilisierten Olympischen Ringen | Braundes Symbol für Bronzemedaillen mit stilisierten Olympischen Ringen |
| ------------------------------------------------------------------- | --------------------------------------------------------------------- | ----------------------------------------------------------------------- |
| 1                                                                   | 2                                                                     | 2                                                                       |

Die Jugend-Olympiamannschaft aus Ecuador für die III. Olympischen Jugend-Sommerspiele vom 6. bis 18. Oktober 2018 in Buenos Aires (Argentinien) bestand aus 29 Athleten.

## Athleten nach Sportarten

### Beachvolleyball
| Mädchen - Ariana Castro - Karelys Simisterra 25. Platz | Jungen - Dany León - Joffre Jurado 9. Platz |

### Gewichtheben
| Mädchen - Bella Paredes Superschwergewicht: 4. Platz | Jungen - Carlos Escudero Superschwergewicht: 4. Platz |

### Inline-Speedskating
| Mädchen - María Arias Kombination: 6. Platz | Jungen - David Sarmiento Kombination: 8. Platz |

### Judo
| Mädchen - Edith Ortiz Klasse bis 78 kg: 5. Platz Mixed: Bronze (im Team London) | Jungen - Bryan Garboa Klasse bis 55 kg: 7. Platz Mixed: 9. Platz (im Team Singapur) |

### Leichtathletik
| Mädchen - Anahí Suárez 100 m: Bronze - Aimara Nazareno 100 m Hürden: 9. Platz - Lorna Zurita Kugelstoßen: 7. Platz - Juleisy Ángulo Speerwurf: Silber - María Villalva 5 km Gehen: 4. Platz | Jungen - Justin Herrera Hochsprung: 14. Platz - Kevin Bueno Dreisprung: 10. Platz - Jean Mairongo Speerwurf: 5. Platz - Óscar Patín 5 km Gehen: Gold |

### Radsport
- Sylvia Ochoa
- Efraín Chamorro
BMX Rennen Kombination: 6. Platz

### Ringen
Jungen
- Jeremy Peralta
Griechisch-römisch bis 45 kg: Silber

### Schwimmen
Mädchen
- Anicka Delgado
50 m Freistil: 19. Platz
100 m Freistil: 11. Platz
200 m Freistil: DNS
50 m Schmetterling: 5. Platz
100 m Schmetterling: 26. Platz

### Sportklettern
Jungen
- Galo Hernández
Kombination: 12. Platz
- Nickolaie Rivadeneira
Kombination: 14. Platz

### Taekwondo
Jungen
- Darlyn Padilla
Klasse bis 73 kg: Bronze

### Triathlon
| Mädchen - Paula Vega Einzel: 5. Platz Mixed: DNF (im Team Amerika 1) | Jungen - Gabriel Terán Einzel: 17. Platz Mixed: 7. Platz (im Team Amerika 3) |

### Turnen

#### Gymnastik
Jungen
- Jhosua Calvache
Einzelmehrkampf: 23. Platz
Boden: 24. Platz
Pferd: 13. Platz
Barren: 29. Platz
Reck: 11. Platz
Ringe: 17. Patz
Seitpferd: 32. Platz
Mixed: Silber  (im Team Grün)